# 刘粤军
刘粤军（1954年9月—），山东省荣成市人，出生于广东。1969年12月入中国人民解放军服役，1972年加入中国共产党。中共第十六届、十七届候补中央委员，第十八届、十九届中央委员。上将军衔。曾任解放军驻澳门部队首任司令员、兰州军区司令员、中国人民解放军东部战区司令员。现任全国人大社会建设委员会副主任委员。

## 生平
刘粤军出生在广东的一个军营里，父母都是军人。父亲刘义德，曾在八路军胶东军区和东北野战军参加抗日战争和第二次国共内战，以后曾任四十一军政治部副主任、湖南省军区政治部副主任等职。因为出生在广东的军营中，故名“粤军”。
1969年冬，14岁的刘粤军进入解放军服役，被分配到广州军区下辖第四十一军一二三师三六七团（塔山英雄团），在该团工作19年。
1973年12月，任排长。
1974年9月，任三六七团二营四连连长。1979年2月，参加中越战争，他亲自操纵一挺重机枪，猛打越军火力点，营救被越军包围并已负重伤的副师长李德元。战后，刘粤军荣立二等功，并登上了《解放军画报》的封面。
1979年7月，任三六七团司令部作训股股长；
1980年6月，任三六七团营长；
1981年5月，任三六七团参谋长，参加了支援收复法卡山作战的军事行动；
1987年7月，任三六七团长；
1989年6月，调任第四十一军下辖一二一师参谋长。
1993年4月，任中国人民解放军驻香港部队深圳基地主任（副师职）。
1994年4月，任一二一师师长。
1995年6月，任一二三师师长。
1998年10月，任陆军第四十一集团军参谋长。
1999年4月，任中国人民解放军驻澳门部队司令员（其间：1997年8月至1999年12月在中共中央党校经济管理专业函授学习；2001年9月至2002年2月在中国人民解放军国防大学基本系学习）。12月20日中午12时整，刘粤军率领驻澳部队入澳，接收澳门防务。
2002年2月，任陆军第四十二集团军军长。
2007年6月，任兰州军区参谋长。
2012年10月，任兰州军区司令员。
2016年1月，任新成立的中国人民解放军东部战区司令员。2018年2月24日，当选为第十三届全国人大代表。
2019年10月1日，在庆祝中华人民共和国成立70周年大会阅兵式上率战旗方队接受检阅。
2019年12月，年满65岁退出现役，其东部战区司令员职务由西部战区陆军司令员何卫东接替。
2020年8月，任全国人大社会建设委员会副主任委员。

## 军衔晋升
1999年，晋升少将军衔。
2008年7月，晋升中将军衔。
2015年7月31日，晋升上将军衔。